# Санту-Луссурджу
Санту-Луссурджу (італ. Santu Lussurgiu, сард. Santu Lussurzu) — муніципалітет в Італії, у регіоні Сардинія,  провінція Ористано.
Санту-Луссурджу розташоване на відстані близько 380 км на південний захід від Рима, 110 км на північ від Кальярі, 27 км на північ від Ористано.

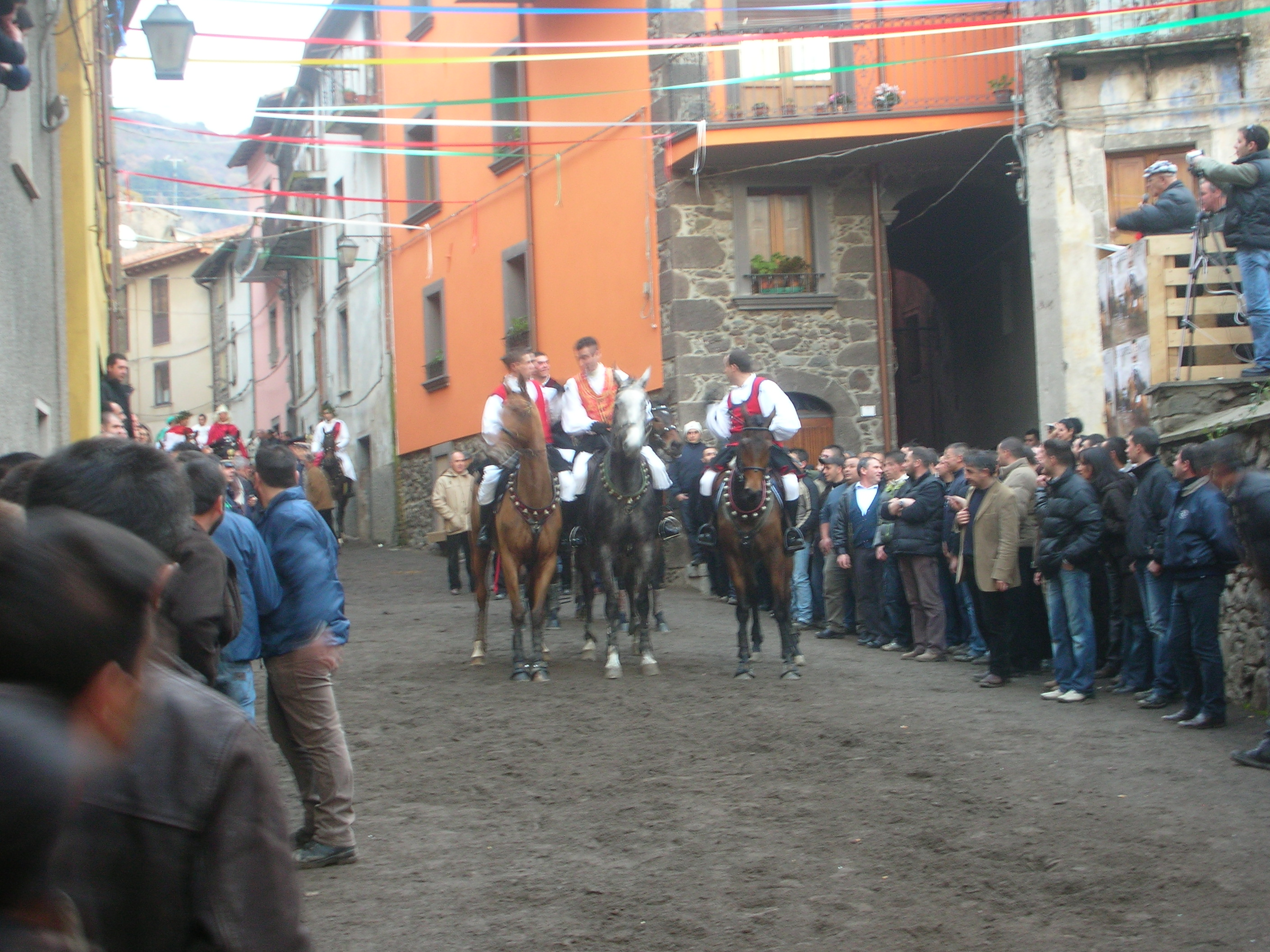

Населення — 2412 осіб (2014).

## Демографія
Населення за роками:

Станом на 1 січня 2023 року в муніципалітеті офіційно проживали 32 іноземці з 16 країн, серед них 12 громадян країн Євросоюзу та 1 громадянин України.

## Сусідні муніципалітети
- Аббазанта
- Бонаркадо
- Бороре
- Кульєрі
- Норбелло
- Паулілатіно
- Скано-ді-Монтіферро
- Сенеге